# Zmarli we wrześniu 2013

## Wrzesień 2013
- 30 września
  - Kazys Bobelis – litewski polityk, lekarz[1]
  - Anthony Hinds – brytyjski scenarzysta i producent filmowy[2]
  - John Hopkins – australijski dyrygent[3]
  - Ramblin' Tommy Scott – amerykański muzyk country[4]
- 29 września
  - Harold Agnew – amerykański fizyk[5]
  - L.C. Greenwood – amerykański futbolista[6]
  - Bob Kurland – amerykański koszykarz[7]
  - Zbigniew Maliszewski – polski żeglarz[8]
- 27 września
  - Gates Brown – amerykański baseballista[9]
  - A.C. Lyles – amerykański producent filmowy[10]
- 26 września
  - Ferdynand Jarocha – polski rzeźbiarz[11]
- 25 września
  - Timothy Lyne – amerykański biskup katolicki[12]
  - Adam Pecold – polski trener piłkarek ręcznych[13]
  - Don Percival – brytyjski piosenkarz, producent muzyczny[14]
- 24 września
  - Teresa Szmigielówna – polska aktorka[15]
  - Wiktor Zinger – rosyjski hokeista[16]
- 23 września
  - Oscar Espinosa Chepe – kubański ekonomista i dysydent[17]
  - Stanisław Szozda – polski kolarz szosowy, dwukrotny srebrny medalista olimpijski[18]
  - Vlatko Marković – chorwacki trener, prezes chorwackiej federacji piłkarskiej[19]
- 22 września
  - Jane Connell – amerykańska aktorka[20]
  - Jerzy Handermander – polski grafik, malarz, profesor zw. Akademii Sztuk Pięknych w Katowicach[21]
  - David Hubel – kanadyjski naukowiec, neurofizjolog, laureat Nagrody Nobla[22]
  - Álvaro Mutis – kolumbijski poeta, powieściopisarz i eseista[23]
  - Stefan Rywik – polski lekarz[24]
  - Luciano Vincenzoni – włoski scenarzysta filmowy[25]
- 21 września
  - Michel Brault – kanadyjski scenarzysta, operator filmowy i producent filmowy[26]
  - Peter Solan – słowacki reżyser i scenarzysta[27]
- 19 września
  - Robert Barnard – brytyjski pisarz i literaturoznawca, autor powieści kryminalnych[28]
  - Hiroshi Yamauchi – japoński biznesmen[29]
  - Saye Zerbo – były prezydent Górnej Wolty (obecnie Burkina Faso)[30]
- 18 września
  - Lindsay Cooper – angielska kompozytorka, fagocistka, oboistka, saksofonistka[31]
  - Marta Heflin – amerykańska aktorka[32]
  - Johnny Laboriel – meksykański piosenkarz[33]
  - Ken Norton – amerykański bokser, zawodowy mistrz świata[34]
  - Roger Pope – angielski perkusista znany z zespołu Eltona Johna[35]
  - Marcel Reich-Ranicki – niemiecki krytyk literacki[36]
  - Richard Sarafian – amerykański reżyser filmowy i telewizyjny, producent filmowy, scenarzysta i aktor[37]
- 17 września
  - Zbigniew Majewski – polski trener lekkoatletyczny, działacz sportowy[38]
  - Aleksandra Naumik – polsko-norweska piosenkarka[39]
  - Marvin Rainwater – amerykański piosenkarz country[40]
  - Albertyna Szczudłowska-Dembska – polska egiptolog[41]
  - Eiji Toyoda – japoński przemysłowiec[42]
- 16 września
  - Jackie Lomax – brytyjski gitarzysta i piosenkarz[43]
  - Chin Peng – malezyjski polityk, lider Komunistycznej Partii Malezji[44]
- 13 września
  - Rick Casares – amerykański futbolista[45]
  - Metody (Petrowcy) – ukraiński biskup prawosławny[46]
  - Krzysztof Mielewczyk – polski przedsiębiorca[47]
  - Antoneta Papapavli – albańska aktorka[48]
- 12 września
  - Ray Dolby – amerykański inżynier elektronik, wynalazca systemu redukcji szumów Dolby NR[49]
  - Omar Hammami – amerykański terrorysta pochodzenia syryjskiego[50]
  - Zygmunt Januszewski – polski grafik i rysownik[51]
  - Ryszard Knauff – polski działacz opozycyjny w PRL[52]
  - Erich Loest – niemiecki pisarz[53]
  - Joan Regan – angielska piosenkarka[54]
  - Otto Sander – niemiecki aktor[55]
- 11 września
  - Marshall Berman – amerykański filozof, pisarz[56]
  - Jacek Buszkiewicz – polski architekt[57]
  - Jimmy Fontana – włoski aktor, kompozytor, piosenkarz i autor piosenek[58]
  - Jerzy Hrybacz – polski ekonomista, żołnierz, opozycjonista, działacz polityczny i społeczny oraz wykładowca[59]
  - Witold Łuczyński – polski specjalista w dziedzinie dziewiarstwa[60]
  - Prince Jazzbo – jamajski muzyk reggae[61]
  - Michał Ratyński – polski reżyser teatralny[62]
- 10 września
  - Jakub Jabłoński – polski farmaceuta, toksykolog[63]
  - Stanisław Kajfasz – polski specjalista w zakresie teorii konstrukcji z betonu[64]
  - Josef Němec – czeski bokser[65]
  - Lech Pajdowski – polski chemik[66]
  - Kjell Sjöberg – szwedzki skoczek narciarski[67]
- 9 września
  - Stanisław Bala – polski operator filmowy, dokumentalista, podporucznik AK[68]
  - Alberto Bevilacqua – włoski reżyser filmowy[69]
  - Patricia Blair – amerykańska aktorka[70]
  - Zofia Danilewicz-Stysiak – polska stomatolog[71]
  - Susan FitzGerald – irlandzka aktorka[72]
  - Saul Landau – amerykański dziennikarz i filmowiec[73]
- 8 września
  - Cal Worthington – amerykański przedsiębiorca[74]
  - Henryk Lewandowski – polski prawnik prof. dr hab. wieloletni nauczyciel akademicki Wydziału Prawa i Administracji Uniwersytetu Łódzkiego[75]
- 7 września
  - Leslie Head – brytyjski dyrygent[76]
  - Ilja Hurník – czeski kompozytor i pianista[77]
  - Fred Katz – amerykański wiolonczelista i kompozytor[78]
  - Marek Špilár – słowacki piłkarz[79]
  - Thomas Tittel – niemiecki triatlonista[80]
- 6 września
  - Ann Carol Crispin – amerykańska pisarka[81]
  - Teodor Grzęda – polski koszykarz[82]
  - Barbara Hicks – angielska aktorka[83]
  - Bill Wallis – brytyjski aktor[84]
  - Frederick Zugibe – amerykański lekarz[85]
- 5 września
  - Brian Comport – brytyjski scenarzysta filmowy[86]
  - Annie Krouwel-Vlam – holenderska polityk, parlamentarzystka, posłanka do Parlamentu Europejskiego[87]
  - Rochus Misch – niemiecki inżynier, oberscharführer (sierżant) w SS, współpracownik i pomocnik Adolfa Hitlera w czasie II wojny światowej[88]
- 4 września
  - Andrzej Stanisław Borys – polski biotechnolog, profesor, dyrektor Instytutu Biotechnologii Przemysłu Rolno-Spożywczego[89]
  - Magdalena Czajka – polska organistka[90]
  - Daniele Seccarecci – włoski kulturysta[91]
  - Stanisław Stiepaszkin – radziecki, bokser kategorii piórkowej, złoty medalista letnich igrzysk olimpijskich w Tokio (1964)[92]
- 3 września
  - José Ramón Larraz − hiszpański reżyser filmowy, scenarzysta[93]
  - Dick Ukeiwé − francuski polityk i nauczyciel związany z Nową Kaledonią, eurodeputowany III kadencji[94]
- 2 września
  - Terry Clawson – angielski rugbysta[95]
  - Ronald Coase − brytyjski ekonomista, laureat Nagrody Banku Szwecji im. Alfreda Nobla w dziedzinie ekonomii w 1991[96]
  - Olga Lowe – brytyjska aktorka[97]
  - Frederik Pohl − amerykański pisarz[98]
  - Jarosław Śmietana – polski gitarzysta jazzowy[99]
- 1 września
  - Pál Csernai − węgierski piłkarz i trener piłkarski[100]
  - Ignacio Eizaguirre − hiszpański piłkarz i trener piłkarski[101]
  - Ole Ernst − duński aktor[102]
  - Zbigniew Knap – polski nauczyciel i samorządowiec, b. prezydent Tomaszowa Mazowieckiego[103]
  - Franciszek Malczewski – polski wojskowy, najmłodszy pilot II wojny światowej[104]
  - Tommy Morrison – amerykański bokser, mistrz świata wagi ciężkiej[105]
  - Jerzy Wolski – polski konserwator dzieł sztuki w dyscyplinie malarstwa[106]